# Кларк, Грег
Грег Кларк (англ. Greg Clark), полное имя Грегори Дэвид Кларк (англ. Gregory David Clark; род. 28 августа 1967, Мидлсбро, Северный Йоркшир) — британский политик, член второго кабинета Дэвида Кэмерона. Министр по делам бизнеса, энергетики и промышленной стратегии в первом и втором кабинетах Терезы Мэй (2016—2019). Министр жилищно-коммунального хозяйства, общин и местного самоуправления Великобритании (2022).

## Биография
Родился в Мидлсбро в 1967 году, сын молочника и служащей торговой сети Sainsbury's. Окончил католическую школу Святого Петра в пригороде Мидлсбро Саут Бэнк, в 1986 году получил степень по экономике в Магдален-колледже Кембриджского университета, где состоял в студенческой организации Социал-демократической партии, в 1988 году вступил в Консервативную партию, в 1989 году окончил со степенью доктора философских наук Лондонскую школу экономики и политических наук.
В 1991—1994 годах работал в Boston Consulting Group, в 1996 году преподавал в Лондонской школе экономики. В 1996—1997 годах — советник министра торговли и промышленности, одновременно в 1997—2001 годах состоял в BBC контролёром коммерческой политики, в 2001—2005 годах — политический директор в Консервативной партии, в 2002—2003 годах — член городского совета Вестминстера. На парламентских выборах 2005 года был выдвинут кандидатом от Консервативной партии и победил в округе Танбридж Уэллс (Кент).
6 октября 2008 года Дэвид Кэмерон назначил Кларка теневым министром энергетики и противодействия изменению климата.
На парламентских выборах 2010 года Кларк подтвердил свой мандат в округе Танбридж Уэллс, заручившись поддержкой 56,2 % избирателей.
13 мая 2010 года получил должность младшего министра в Министерстве общин и местного самоуправления (без права участия в заседаниях кабинета Дэвида Кэмерона), в сентябре 2012 года стал финансовым секретарём Казначейства. В 2013 году стал младшим министром по делам городов, 15 июля 2014 года назначен младшим министром университетов, науки и городов.
В 2015 году вновь победил в своём прежнем округе с результатом 58,7 % голосов против 14,2 % у сильнейшего из соперников — лейбориста Кевина Керригана (Kevin Kerrigan).
11 мая 2015 года назначен министром общин и местного самоуправления во втором кабинете Дэвида Кэмерона.
13 июля 2016 года Дэвид Кэмерон ушел в отставку с должности премьер-министра в связи с исходом референдума о членстве Британии в Евросоюзе, на котором избиратели проголосовали за выход страны из ЕС. Преемником Кэмерона стала министр внутренних дел Тереза Мэй, а Грег Кларк в её кабинете был назначен министром бизнеса, энергетики и промышленной стратегии.
24 июля 2019 года был сформирован первый кабинет Бориса Джонсона, в котором Кларк не получил никакого назначения.
3 сентября 2019 года вопреки позиции премьер-министра Бориса Джонсона проголосовал в Палате общин за второй парламентский акт 2019 года о выходе Великобритании из ЕС, который допускал перенос крайнего срока выхода с 31 октября на более позднюю дату, вследствие чего был в числе 21 «мятежника»-консерватора исключён из партии (29 октября 2019 года его членство восстановлено).
7 июля 2022 года в ходе массовых отставок министров, недовольных руководством премьер-министра, Кларк получил во втором кабинете Джонсона портфель министра жилищного хозяйства (его предшественник Майкл Гоув был уволен за публичные призывы к отставке главы правительства).
6 сентября 2022 года при формировании правительства Лиз Трасс не получил никакого назначения.

## Личная жизнь
В 1999 году Кларк женился на своей избраннице по имени Хелен, церемония состоялась в здании благотворительного приюта для бездомных женщин в Сохо, одним из попечителей которого он является. В своих интервью Кларк называл любимым увлечением его с женой и их троих детей катание на велосипедах в городе Роял Танбридж Уэллс, где живёт семья.